# 848 Inna
848 Inna è un asteroide della fascia principale. Scoperto nel 1915, presenta un'orbita caratterizzata da un semiasse maggiore pari a 3,1056244 UA e da un'eccentricità di 0,1715803, inclinata di 1,04551° rispetto all'eclittica.
Il suo nome è in onore di Inna Nikolaevna Leman-Balanovskaja, un'astronoma russa.